# Björn Olofsson
Björn Olofsson, född 9 december 1965 i Kiruna, är en svensk författare.
Olofsson har skrivit manus till filmerna Babas bilar och Mörkt vatten tillsammans med Rafael Edholm. Han har även skrivit böcker, både tillsammans med Edholm men också som ensam författare, bland annat för Storytel originals där hans berättelse Vargland lästs in av Lennart Jähkel.